# Пут у рај (филм из 1970)
Пут у рај је југословенски драмски филм из 1970. године. Режирао га је Марио Фанели а сценарио је написао Мирослав Крлежа.
Сценарио је настао по новели Мирослава Крлеже Цврчак под водопадом.

## Улоге
| Глумац             | Улога                            |
| ------------------ | -------------------------------- |
| Борис Бузанчић     | Професор Бернардо Леандер        |
| Љуба Тадић         | Доктор                           |
| Звонко Стрмац      | Примаријус                       |
| Мато Грковић       | Свећеник из саркофага            |
| Снежана Никшић     | Госпођица Амалија                |
| Свјетлана Кнежевић | Маријана                         |
| Звонко Лепетић     | Заставник Бандера                |
| Јован Личина       | Пацијент код примаријуса         |
| Бранко Супек       | Кадет Ризлинг                    |
| Реља Башић         | Кристиан Пендрековски            |
| Виктор Старчић     | Барун Силвестер                  |
| Драган Миливојевић | Први саветник посланства         |
| Антун Налис        | Доктор, хирург                   |
| Владимир Медар     | Лекар                            |
| Бранка Стрмац      | Госпођа с црним шеширом          |
| Љиљана Газдић      | Девојка која се бацила с прозора |

Остале улоге  ▼
| Глумац             | Улога                             |
| ------------------ | --------------------------------- |
| Макс Фуријан       | Генерал                           |
| Јосип Мароти       | Маестро Родолфо                   |
| Маријан Радмиловић | Господин Пекунио                  |
| Владимир Леиб      | Преминули пацијент                |
| Златко Мадунић     | Делатник посланства               |
| Зденка Трах        | Примаријусова домаћица            |
| Душко Валентић     | Бивши министрант                  |
| Босиљка Оман       | Љекарница                         |
| Томислав Светић    |                                   |
| Срећко Цапар       |                                   |
| Астрид Турина      | Дама у зеленом (као Астра Турина) |
| Ненад Сегвић       |                                   |
| Иван Ребац         |                                   |

## Награде
- Ниш 71' - Велика повеља Љуби Тадићу[2][3]
- Награда нишког Народног позоришта Љуби Тадићу као 'најбољем позоришном глумцу на филму'[2]